# HathiTrust
HathiTrust é um grande repositório de conteúdos digitalizados a partir do acervo de diversas bibliotecas especializadas, incluindo o conteúdo digitalizado através das iniciativas de digitalização do Google Book Search e Internet Archive, bem como materiais digitalizados por iniciativas próprias de diversas bibliotecas.